# North Ayrshire and Arran (circonscription du Parlement britannique)
North Ayrshire and Arran est une circonscription électorale britannique située en Écosse.